# Самбірський район (1940—2020)
Самбірський район — колишній район України у південно-західній частині Львівської області. Адміністративний центр — місто Самбір. Населення становило 69 223 особи (на 1 серпня 2013). Площа району 934 км². Територією району протікають річки: Дністер, Стривігор, Черхавка, Болозівка, Струга.

## Географія
Самбірський район розташований у передгір'ях Карпат. Район розкинувся над Дністром, займаючи площу 93.4 тис. га (934 кв. км), становлячи 4 % від усієї площі Львівської області.
На півночі і північному сході Самбірщина межує з Мостиським і Городоцьким районами, на півдні і заході — з Дрогобицьким і Старосамбірським.
Територією району протікають річки: Дністер, Стривігор, Черхавка, Болозівка, Струга, інші дрібні річки. Район в основному розташований у передгір'ї Карпат на Самбірсько-Дністровській височині, а його південна частина — у Карпатах.

## Адміністративний устрій
Адміністративно-територіально район поділяється на 2 міські ради, 1 селищну раду та 35 сільських рад, які об'єднують 110 населених пунктів і підпорядковані Самбірській районній раді. Адміністративний центр — місто Самбір, яке є містом обласного значення та не входить до складу району.
На теренах району є три міста Самбір, Рудки і Новий Калинів та селище міського типу Дубляни.

## Населення
За даними перепису населення України 2001 року в районі проживало 74,6 тисяч осіб, з яких українців — 72,7 тис. (97,5 %) тис. росіян — 0,4 тис. (0,5 %) і поляків — 1,3 тис. (1,7 %).
Розподіл населення за віком та статтю (2001):
| Стать | Всього | До 15 років | 15-24 | 25-44  | 45-64 | 65-85 | Понад 85 |
| --- | ------ | ----------- | ----- | ------ | ----- | ----- | -------- |
| Чоловіки | 34 346 | 7100        | 5426  | 11 231 | 6569  | 3828  | 192      |
| Жінки | 38 924 | 7060        | 5336  | 10 408 | 7578  | 7874  | 668      |
| \| Статево-вікова піраміда \| Статево-вікова піраміда \| Статево-вікова піраміда \| \| ----------------------- \| ----------------------- \| ----------------------- \| \| Чоловіки \| Вік \| Жінки \| \| 192 \| 85 + \| 668 \| \| 288 \| 80-84 \| 890 \| \| 712 \| 75-79 \| 1834 \| \| 1286 \| 70-74 \| 2604 \| \| 1542 \| 65-69 \| 2546 \| \| 1491 \| 60-64 \| 2236 \| \| 1244 \| 55-59 \| 1556 \| \| 1691 \| 50-54 \| 1731 \| \| 2143 \| 45-49 \| 2055 \| \| 2992 \| 40-44 \| 2755 \| \| 2915 \| 35-39 \| 2640 \| \| 2695 \| 30-34 \| 2571 \| \| 2629 \| 25-29 \| 2442 \| \| 2611 \| 20-24 \| 2534 \| \| 2815 \| 15-20 \| 2802 \| \| 3180 \| 10-14 \| 3146 \| \| 1960 \| 5-9 \| 1957 \| \| 1960 \| 0-4 \| 1957 \| |        |             |       |        |       |       |          |
| Статево-вікова піраміда |        |             |       |        |       |       |          |
| Чоловіки | Вік    | Жінки       |       |        |       |       |          |
| 192 | 85 +   | 668         |       |        |       |       |          |
| 288 | 80-84  | 890         |       |        |       |       |          |
| 712 | 75-79  | 1834        |       |        |       |       |          |
| 1286 | 70-74  | 2604        |       |        |       |       |          |
| 1542 | 65-69  | 2546        |       |        |       |       |          |
| 1491 | 60-64  | 2236        |       |        |       |       |          |
| 1244 | 55-59  | 1556        |       |        |       |       |          |
| 1691 | 50-54  | 1731        |       |        |       |       |          |
| 2143 | 45-49  | 2055        |       |        |       |       |          |
| 2992 | 40-44  | 2755        |       |        |       |       |          |
| 2915 | 35-39  | 2640        |       |        |       |       |          |
| 2695 | 30-34  | 2571        |       |        |       |       |          |
| 2629 | 25-29  | 2442        |       |        |       |       |          |
| 2611 | 20-24  | 2534        |       |        |       |       |          |
| 2815 | 15-20  | 2802        |       |        |       |       |          |
| 3180 | 10-14  | 3146        |       |        |       |       |          |
| 1960 | 5-9    | 1957        |       |        |       |       |          |
| 1960 | 0-4    | 1957        |       |        |       |       |          |

Національний склад району:
| національності | кількість осіб | %     |
| -------------- | -------------- | ----- |
| українці       | 72 720         | 97,48 |
| поляки         | 1 331          | 1,78  |
| росіяни        | 428            | 0,57  |
| білоруси       | 45             | 0,06  |
| молдовани      | 17             | 0,02  |
| вірмени        | 10             | 0,01  |
| інші           | 45             | 0,06  |
| не вказали     | 2              | …     |
| всього         | 74 598         | 100   |

## Політика
25 травня 2014 року відбулися Президентські вибори України. У межах Самбірського району було створено 89 виборчих дільниць. Явка на виборах складала — 82,84 % (проголосували 44 344 із 53 527 виборців). Найбільшу кількість голосів отримав Петро Порошенко — 70,35 % (31 196 виборців); Юлія Тимошенко — 12,85 % (5 699 виборців), Олег Ляшко — 6,96 % (3 086 виборців), Анатолій Гриценко — 5,20 % (2 306 виборців). Решта кандидатів набрали меншу кількість голосів. Кількість недійсних або зіпсованих бюлетенів — 0,78 %.

## Пам'ятки
- Пам'ятки історії Самбірського району
- Пам'ятки архітектури Самбірського району
- Пам'ятки монументального мистецтва Самбірського району